# I Am Not Your Negro
I Am Not Your Negro er en amerikansk film fra 2016 instrueret af Raoul Peck

## Medvirkende
- Samuel L. Jackson som Fortæller (stemme)
- James Baldwin som Sig selv (arkivoptagelser)
- Shumerria Harris som Sig selv
- Cathy Salvodon som Sig selv
- Martin Luther King som Sig selv (arkivoptagelser)
- Harry Belafonte som Sig selv (arkivoptagelser)
- Malcolm X som Sig selv (arkivoptagelser)
- Ray Charles som Sig selv (arkivoptagelser)
- Barack Obama som Sig selv (arkivoptagelser)
- Arnold Schwarzenegger som Sig selv (arkivoptagelser)
- Bob Dylan som Sig selv (arkivoptagelser)
- Sidney Poitier som Sig selv (arkivoptagelser)